# Dobara
```
La soupe de fèves (El Foul) est originaire de Oued Souf mais elle est consommée dans les villes de l'Est Algérien depuis toujours. La soupe de pois chiche est originaire de Constantine. A Biskra, l'ancienne Dobara, c'était une purée de fève qu'on assaisonnait. 
dobara
 est une soupe épicée, préparée à base de 
pois chiches
 et de 
fèves
 et arrosée d'
huile d'olive
[
1
]
. Originaire de la ville de 
Biskra
 en 
Algérie
[
2
]
, elle est consommée généralement en hiver dans l'est du pays, notamment à 
El Oued
,  
Batna
, 
Khenchela
, 
Aïn M'lila
, 
Constantine
[
1
]
 et 
Djelfa
[
3
]
.
```

## Étymologie
Son nom viens du mot  dabar دبر de l'arabe « combiner » mais ce terme a d’autre signification comme « se débrouiller » avec ce qu’on a, comme l’expression arabe et dialecte « Dabar rassek » دبر رأسك ( Terme en arabe littéraire ). Certaines  tribus arabes des Zibans disent justement qu’il s’agirait d’une recette ou l’on combine et se débrouille avec nos fonds de placard. [réf. nécessaire].

## Histoire
La dobara a vu le jour avant le début de la guerre d'Algérie puis elle devint le repas des indépendantistes algériens. Originaire de la région des Zibans et des Aurès, sa consommation s'est étendue à Batna, puis Aïn M'lila et Constantine ainsi que dans d'autres villes algériennes, et même en Tunisie.

## Préparation
Faire gonfler les fèves ou les pois chiches secs, avec du bicarbonate de sodium, les laver et les mettre avec de l'eau froide dans une cocotte.
Ajouter de l'huile, de l'ail, du ras el hanout  et du sel ; fermer le couvercle jusqu'à la fin de la cuisson.
Servir dans un plat en bois.
Ajouter la sauce : des tomates en petits morceaux, de la harissa, des rondelles de citron, du poivre piquant en petits morceaux, de l'huile d'olive, de l'oignon, et d'autres ingrédients selon la tradition de la région,.

## Composition et variantes
Plusieurs variantes de la dobara existent : chaude ou froide et les ingrédients peuvent varier selon la région.